# Дихазий

Схема сложного дихазия

Диха́зий (от греч. διχάζω — разделять надвое, также полузонтик, развилина) — цимоидное соцветие, типичное для семейств гвоздичных и розовых, отличающееся развитием боковых ветвей с цветками из пазух двух листьев, расположенных под верхушечным цветком с противоположных сторон главной оси соцветия. Цветки на ветвях развиваются позже основного цветка, процесс может повториться на каждой из образовавшихся осей, в этом случае говорят о «сложном дихазии». В случае укороченных осей (например у картофеля и сусака) дихазий приобретает вид зонтика, а у растений с сидячими цветками (например, ворсянковых) при развитии дихазия образуется структура, похожая на корзинку.
Если ветвление очень активно, вместо дихазия образуется монохазий, например норичник и губоцветные имеют монохазий в виде двойных извилин, а зверобой — в виде завитков.